# Gen Digital
Gen Digital (NASDAQ: NLOK), dříve NortonLifeLock a také Symantec Corporation, je americká technologická společnost, která se zaměřuje na vývoj počítačového softwaru. Mezi její hlavní značky patří Norton, LifeLock, Avira, ReputationDefender, CCleaner a od roku 2022 také Avast a AVG.

## Historie
Firma byla založena jako Symantec v roce 1982 v kalifornském Sunnyvale. Jejím zakladatelem byl americký informatik Gary Hendrix, specialista na umělou inteligenci. Její jméno byla složenina slov syntax, semantics a technology.
Společnost zpočátku financovala Národní vědecká nadace a jejími prvními zaměstnanci byli vědci ze Stanfordovy univerzity. V roce 1984 společnost koupila jiná malá softwarová společnost C&E Software, která se po spojení přejmenovala na Symantec. O rok později společnost uvedla na trh svůj první produkt, databázový systém Q&A, který vyvíjela až do roku 1994. V roce 1987 začala společnost s akvizicemi menších softwarových firem, čímž rozšiřovala své portfolio produktů.
V roce 1988 společnost poprvé vykázala zisk a 23. června 1989 uvedla své akcie na burze NASDAQ a uvedla na trh svůj první antivirový program – Symantec AntiVirus. V roce 1990 koupila společnost Peter Norton Computing, čímž získala její produkty (mj. správce souborů Norton Commander). Značku Norton i nadále používala, i svůj antivirový program přejmenovala na Norton Antivirus. Společnost byla průkopníkem ve využívání internetu pro aktualizaci virových definic svého programu.
V roce 2005 koupila americkou softwarovou společnost Veritas za 13,5 mld. dolarů, čímž se tehdy stala čtvrtou největší softwarovou společností na světě. O deset let později tuto společnost však prodala private equity společnosti Carlyle Group za 8 mld. dolarů.
V roce 2019 chtěl celou společnost koupit americký výrobce polovodičových součástech Broadcom, nakonec však koupil alespoň její divizi pro korporátní klienty za 10,7 mld. dolarů. Následně se společnost přejmenovala na NortonLifeLock. V červenci 2021 společnost projevila zájem o akvizici české softwarové společnosti Avast; dne 10. srpna 2022 byla fúze obou firem oficiálně potvrzena. Společnost se následně přejmenovala na Gen Digital Inc. Od roku 2022 jsou také členy představenstva Pavel Baudiš a Ondřej Vlček, Baudiš je také prostřednictvím své společnosti PaBa Software třetím největším akcionářem společnosti s 7,8 % podílem.